# Принцип на Дилбърт
Принципът на Дилбърт (на английски: Dilbert principle) се отнася до теорията на карикатуриста Скот Адамс, автор на комикс поредицата „Дилбърт“ от 1990-те, която гласи, че компаниите имат систематична склонност да издигат най-слабо компетентните си служители на управленски позиции (обикновено средно ниво на мениджмънт) с цел да ограничат вредите, които тези хора са способни да нанесат. Въпреки че Адамс представя сатирично принципа, с него той адресира проблем от реалната действителност.
В епизода на комикса „Дилбърт“ от 5 февруари 1995 г. Архив на оригинала от 2015-01-08 в Wayback Machine. героят Догбърт казва, че „лидерството е механизмът на природата да отстранява малоумниците от производствения процес“. Самият Адамс разяснява:
„Написах Принципа на Дилбърт около концепцията, че в много случаи най-некомпетентните, най-слабо надарените хора се издигат в йерархията, просто защото те са тези, които на практика не вършат никаква работа. От тях искате да поръчват поничките и да крещят на хората, че не си вършат задачите – нали се сещате, лесната част от работата. Сърдечните ви хирурзи и компютърните ви програмисти – умните хора в екипа ви – те не са в управлението. Този принцип се проявява буквално навсякъде.“
Адамс обяснява принципа си в статия от 1995 година за Уол Стрийт Джърнъл. След това разширява изследването си върху принципа на Дилбърт в едноименна книга от 1996 година, която впоследствие в някои магистърски програми по бизнес администрация става препоръчителна или задължителна за прочит от студентите. В книгата Адамс пише, че, що се отнася до ефективността, прилагането на принципа на Дилбърт е все едно банда горили да си избере за водач алфа-катерица. От книгата са продадени повече от един милион екземпляра и е в списъка с бестселъри на „Ню Йорк Таймс“ в продължение на 43 седмици. Книгата е преведена на български и издадена от ИК „Труд“ през 2002 година, ISBN 954-528-208-8.

## Сравнение с други принципи
Принципът на Дилбърт е сравним с Принципа на Питър. За разлика от Принципа на Дилбърт, този на Питър предполага, че хората растат в йерархията, защото са комппетентни и защото задачите на по-високите нива на йерархията изискват умения или таланти, които хората на по-ниските нива нямат. В резултат от това, принципът на Питър заключава, че „В една йерархия всеки се стреми да достигне своето ниво на некомпетентност“. За сравнение, Принципът на Дилбърт твърди, че йерархията служи само като средство за отстраняването на некомпетентните и назначаването им на „по-високи“ позиции, където няма да могат да причиняват щети на работния процес, предполагайки, че по-високите ешелони в една организация имат слабо отношение към фактическия производствен процес и че голямата част от реалното производство на дадена компания се извършва от хората под тях в служебната йерархия. За разлика от Принципа на Питър, тук повишените не са се отличавали с особени качества на която и да е от предишните им позиции, така че поставянето им на по-висока надзорна позиция е начин тихомълком те да бъдат отстранени от работния процес без фактически да бъдат уволнявани, вместо повишението им да е награда за добра служба.
Едно по-ранно наблюдение на този ефект е изразено в т.нар. Закон на Път, формулиран в книгата „Законът на Път и успешният технократ“ от Арчибалд Път (псевдоним). Законът на Път гласи „Технологиите се доминират от два вида хора: едните разбират онова, което не могат да управляват, а другите, управляват онова, което не разбират“.